# Дженна Ортега
Дженна Марі Ортега (англ. Jenna Marie Ortega, нар. 27 вересня 2002) — американська акторка театру та кіно, письменниця, філантропка та активістка. Почала свою кар'єру з ролі Джейн у комедійно-драматичному серіалі «Незаймана Джейн» телекомпанії The CW (2014—2019). Досягла успіху завдяки ролі Харлі Діаз у серіалі каналу Disney «Застрягла посередині» (2016—2018), за яку здобула нагороду Imagen Award у номінації Найкраща молода акторка на телебаченні у 2018 році.
Ортега зіграла Еллі Алвес у серіалі-трилері Netflix «Ти» (2019), а згодом знялася у фільмах Netflix «Нянька: Королева убивць» (2020) і «День так» (2021). Отримала визнання критиків за роль в підлітковій драмі «Наслідки » (2021). З'явилася у фільмах жахів «Студія 666» та «X», зіграла Тару Карпентер у повнометражному слешері «Крик» (2022), за який здобула нагороду MTV Movie Award за найстрашнішу роль. Ортега озвучувала Бруклін у мультсеріалі Netflix «Світ Юрського періоду: Крейдовий табір» (2020—2022). 2022 року Ортега зіграла головну роль Венздей Аддамс у телесеріалі Netflix «Венздей».
Крім акторської кар'єри, Ортега відома філантропією. 2020 року вона була першою в списку PopSugar «20 до 20». 2022 року видання The Hollywood Reporter охрестило Ортегу «Зіркою, що сходить», також вона стала королевою крику. Окрім іншого, акторка відома активністю за права ЛГБТ та проти дискримінації.

## Ранні роки
Дженна Ортега народилася 27 вересня 2002 року в Коачелла-Веллі, Каліфорнія. Вона четверта з шести дітей. Її батько за походженням мексиканець, а мати має мексиканські та пуерториканські корені. Через кар'єру акторки Ортега «насправді не жила нормальним дитячим життям», в одному з інтерв'ю вона відповіла, що шкодує, що пропустила звичний для підлітків досвід відвідування середньої школи та етапи дорослішання, такі як випускний бал і церемонія вручення шкільних дипломів.

## Кар'єра

### 2012—2017: Рання творчість
Ортега почала займатися акторською справою з шести років. У віці восьми років, за допомогою матері та агентів, вона зрештою почала проходити прослуховування і незабаром дебютувала як акторка у 2012 році, знявшись у гостьовій ролі у ситкомі «Роб» в епізоді «Baby Bug». Після цього була поява у «CSI: Місце злочину. Нью-Йорк» в епізоді «Unspoken» в ролі Еймі Мур. 2013 року вона дебютувала в кіно, зігравши другорядну роль дочки віцепрезидента в супергеройському фільмі «Залізна людина 3». Після цього Ортега знялася у фільмі жахів «Астрал: Частина 2», виконавши роль Енні другого плану. Обидва фільми мали успіх у прокаті.
З 2016 року Ортега виконувала головну роль Гарлі Діас у ситкомі Disney Channel Stuck in the Middle. Шоу отримало схвальні відгуки, Ортега була нагороджена премією Imagen Award за свою гру, а також була номінована на дві інші нагороди. Того ж року вона приєдналася до акторського складу серіалу Діснея «Елена з Авалору» як акторка озвучування принцеси Ізабель. 2017 року вона знялася в музичному кліпі американського співака Джейкоба Сарторіуса «Chapstick», де зіграла кохану Сарторіуса, що привернуло значну увагу ЗМІ.

### 2018—2020: Перехід до головних ролей

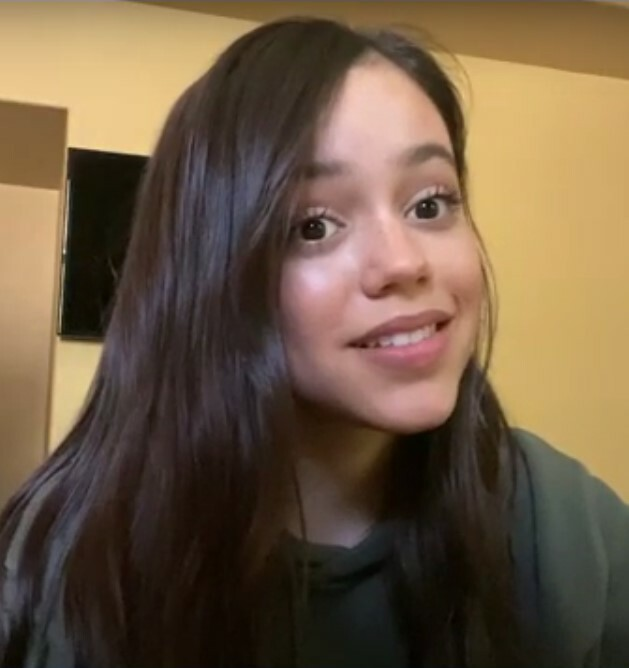
У 2020 році

У 2018 році Дженна знялася у фільмі «Врятувати Флору» в головній ролі Дон, дочки власника цирку. Фільм отримав позитивні відгуки від критиків, а Дженна похвалу за свою гру. Вона була номінована на найкращу головну жіночу роль на Саутгемптонському міжнародному кінофестивалі. Ортега була обрана на головну роль Еллі Алвес у 2-му сезоні серіалу-трилеру Netflix «Ти», який вийшов 26 грудня 2019 року. У цьому серіалі її персонаж — розумна та небажаюча стояти осторонь дівчина, яка любить виглядати старшою за свій справжній вік. Ортега прокоментувала роботу з колегами за фільмом Пенном Беджлі та Вікторією Педретті: «Я хотіла б більше зніматися з Вікторією, тому що я вважаю, що вона дійсно талановита… Пенн такий красномовний оратор, такий глибокодумний, такий шанобливий і такий добрий, і з ним просто таке задоволення працювати». Цей сезон, аналогічно першому сезону шоу, було високо оцінено, як і гру Ортеги.
У 2019 році Ортегу взяли на роль Фіоби у фільмі жахів Netflix «Нянька: Королева убивць». В розмові з Cosmopolitan вона сказала, що «неймовірно хвилювалася», коли вони почали зйомки, заявивши, що «оскільки це було продовження, усі інші актори вже знали один одного… Я вийшла на знімальний майданчик у паніці, бо не знала, що роблю». Фільм вийшов у вересні 2020 року і отримав неоднозначні відгуки критиків. 2020 року Ортега озвучила Бруклін в мультсеріалі Netflix «Світ Юрського періоду: Крейдовий табір». Критики зустріли мультсеріал неоднозначними відгуками, хоча похвалили Ортегу та решту акторського складу. Серіал було продовжено на другий сезон, вихід якого запланований на 2021 рік. 2020 року Ортега оголосила, що дебютує в письменницькій творчості книгою «Це все любов», яка вийшла в січні 2021 року. Згодом Ортега зіграла Кеті Торрес у комедійному фільмі Netflix День «Так», який вийшов у березні 2021 року і отримав змішані відгуки, хоча її гру високо оцінили.

### 2021— 2022
У березні 2021 року вийшов шкільний драматичний фільм Наслідки, в якому Ортега зіграла головну роль Вади; він вийшов на HBO Max 27 січня 2022 року. Розподіл ролей відбувся в лютому 2020 року, а знімання тривало впродовж місяця в серпні й вересні. Фільм отримав позитивну реакцію критиків, а акторська гру Ортеги високо оцінили, кілька критиків назвали її «проривною» роллю у фільмі. Журнал Variety описав Ваду як її проривну роль у фільмі, написавши, що «зокрема Ортега, здається, знайшла свій голос». CinemaBlend високо оцінив хімію між нею та її колегою Медді Зіглер і заявив, що «дві дівчини в центрі всього цього також виглядають феноменально, оскільки в процесі втілення цієї історії можна відчути справжній зв'язок».

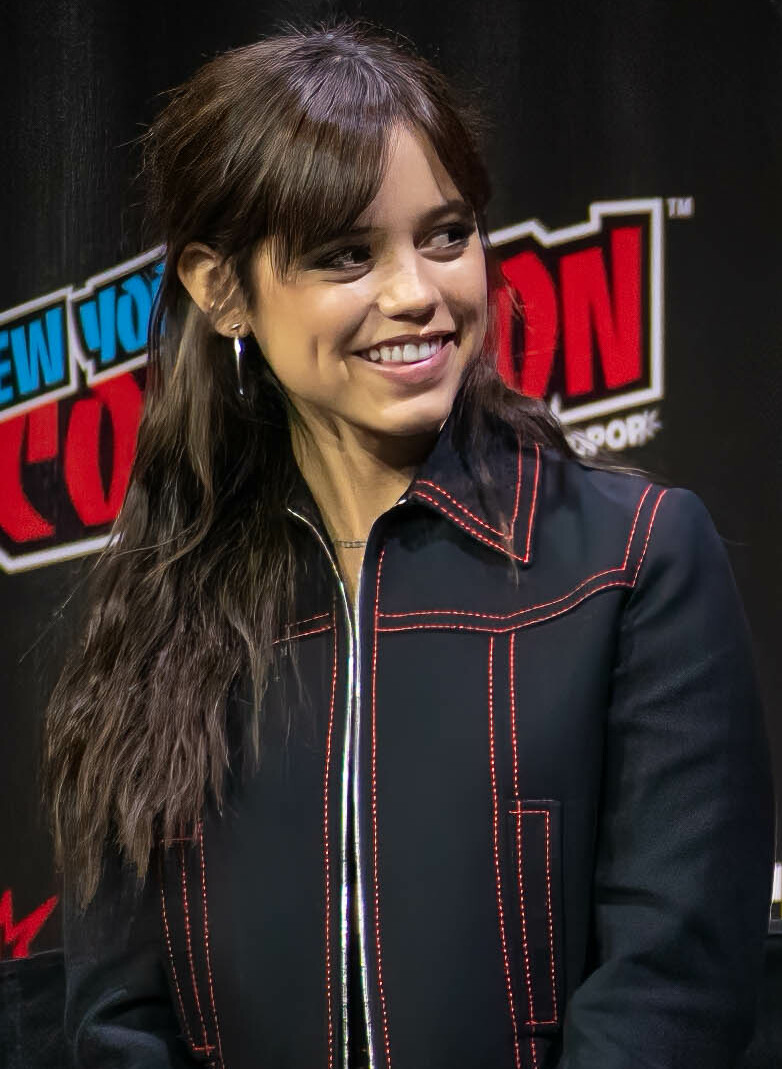
Під час презентації «Венздей» на New York Comic Con, жовтень 2022 року

У 2022 році вийшов серіал Тіма Бертона «Венздей», де Ортега зіграла головну роль Венздей Аддамс, яку вона назвала «новою главою» у своїй кар'єрі, заявивши, що сподівається «віддати належне Венздей Аддамс». Щоб підготуватися до ролі, Ортега пройшла «найзначнішу фізичну трансформацію, яку коли-небудь робила; підстригла своє волосся, воно зараз чорне, змінила манери, мовлення, виразність. Я думаю, що це несподіванка для глядачів, але і для мене самої також». Пізніше Ортега назвала знімання першого сезону «найважчою роботою», яку вона коли-небудь мала, і заявила, що перебуває в постійному стані розгубленості та стресу через режисуру серіалу та персонажа.
Дженна також зіграла головну роль у трилері Paramount+ «Finestkind» разом із Томмі Лі Джонсом, Беном Фостером і Тобі Воллесом і повторить роль Тари Карпентер у шостому фільмі «Крик».
У вересні 2022 року вона приєдналася до акторського складу серіалів «Lionsgate» та «Дівчина Міллера» компанії Пойнт Грей, разом із Мартіном Фріменом.

### 2023— нині
У 2023 році Ортега стала амбасадором компанії спортивного одягу Adidas та модного бренду Dior. Вона була обличчям Adidas Sportswear, першої нової лінії компанії за 50 років, а також одним з облич кампанії #DareInGrisDior.
У лютому 2024 року Ортега знялася разом з Денні Раміресом, Олівією Негрон і Патрісією Мауцері в рекламі Doritos, яка транслювалася під час Супербоулу LVIII.

## Особисте життя
Ортега використовувала свої платформи для просування підтримки іммігрантів та політики за їх участю.
Ортега є прихильницею кампанії «Pride Over Prejudice» (укр. Гордість важливіша за забобони), яка закликає до прийняття ЛГБТ-спільноти, вона підтримує організацію з 13 років. Акторка виступає за імміграцію та проти дискримінації, про що вона сказала в інтерв'ю Teen Vogue: «Сьогодні важливо прийняти свою культуру, тому що в Америці так багато різних етнічних груп. Зрештою, ви — це ви. Ви повинні залишатися вірними собі, і ви не можете змінювати себе для того, щоб вписатися або зробити так, щоб хтось інший почувався комфортно».
У 2016 році Ортега організувала зустріч для шанувальників, щоб зібрати гроші для маленької дівчинки, хворої на рак. У 2018 році на церемонії вручення музичних нагород Radio Disney Music Awards Ортега одягнула куртку, на якій було написано «I Do Care And You Should Too» (укр. Мені не все одно і тобі мало б бути теж) у відповідь на одяг першої леді Меланії Трамп, коли вона вирушила відвідати дітей-іммігрантів, які були розміщені без батьків, на якому був напис «I Really Don't Care. Do U?» (укр. Мені насправді все одно. А тобі?). Це набуло значного висвітлення у ЗМІ. Про акцію Ортега розповіла Forbes: «Я пам'ятаю, що переглядала новини на своєму телефоні і побачила, у що була одягнена Меланія по дорозі до дітей іммігрантів. Я була так глибоко ображена, і прямо в той момент я зрозуміла, якою я хочу бачити свою заяву…»
Протягом 2019 року Ортега виступала на численних концертах до Дня милосердя (анг. We Day) на всій території США та Канади на користь благодійної організації WE Charity.
У 2020 році Ортега була призначена амбасадоркою бренду Neutrogena. Ставши амбасадоркою, вона сказала ¡Hola!: «Я не можу бути в більшому захваті. Я кажу це знову і знову, але це дійсно таке сюрреалістичне відчуття, особливо з таким культовим брендом, за яким я так довго стежила». Наступного року Ортега оголосила у своєму Instagram, що вона співпрацює з Neutrogena в рамках проєкту «Для людей зі шкірою», який є «зобов'язанням щодо поліпшення здоров'я шкіри для всіх споживачів, незалежно від раси, віку, етнічної приналежності, потреб шкіри або доходів».
В інтерв'ю InStyle у 2021 році Ортега сказала: «Я видаляю Instagram зі свого телефону, мабуть, двічі на тиждень. Я намагаюся триматися якомога далі від цього, наскільки це можливо, але це важко, тому що зараз це те, як молоді люди спілкуються… багато з того, що рекламується, не є справжнім або не обов'язково найкращим для вашого добробуту, тому ви маєте сприймати соціальні мережі з недовірою». У вільний час Ортега практикує догляд за собою, зокрема пілатес.
24 лютого 2022 року, після російського вторгнення в Україну, Дженна Ортега підтримала Україну в Twitter.

## Фільмографія

### Фільми
| Рік  | Назва                           | Роль                  | Примітки                   | Прим.         |
| ---- | ------------------------------- | --------------------- | -------------------------- | ------------- |
| 2013 | Залізна людина 3                | Дочка віце-президента |                            | [ 88 ]        |
| 2013 | Астрал. Частина 2               | Енні                  |                            | [ 89 ]        |
| 2014 | Маленькі негідники рятують день | Мері Енн              |                            | [ 90 ]        |
| 2015 | Після слів                      | Анна Чапа             |                            | [ 91 ]        |
| 2018 | Порятунок Флори                 | Світанок              |                            | [ 29 ]        |
| 2019 | Wyrm                            | Сьюзі                 |                            | [ 92 ]        |
| 2020 | Нянька: Королева убивць         | Фібі Етвелл           |                            | [ 41 ]        |
| 2021 | День «Так»                      | Кеті Торрес           |                            | [ 49 ]        |
| 2021 | Наслідки                        | Вада Кавелл           |                            | [ 53 ]        |
| 2022 | Крик                            | Тара Карпентер        |                            | [ 38 ] [ 93 ] |
| 2022 | Студія 666                      | Скай Віллоу           |                            | [ 94 ]        |
| 2022 | X                               | День Лотарингії       |                            | [ 95 ]        |
| 2022 | Американська різанина           | Каміла Монтес         |                            | [ 96 ]        |
| 2023 | Крик 6                          | Тара Карпентер        |                            | [ 66 ] [ 97 ] |
| 2023 | Finestkind                      | Мейбл                 |                            | [ 98 ]        |
| 2024 | Фаворитка Міллера               | Кайро Світ            |                            | [ 99 ]        |
| 2024 | Бітлджюс Бітлджюс               | Астрід Дітц           |                            | [ 100 ]       |
| 2024 | Зима, весна, літо або осінь     | Ремі                  | також виконавча продюсерка | [ 101 ]       |
| 2025 | Смерть єдинорога                | Рідлі                 |                            | [ 102 ]       |
| 2025 | Поспішай у завтра               | Аніма                 | також виконавча продюсерка | [ 103 ]       |
|      | Клара і сонце                   | Клара                 |                            |               |

### Серіали
| Рік         | Назва                                    | Роль                            | Примітка                                  | Прим.   |
| ----------- | ---------------------------------------- | ------------------------------- | ----------------------------------------- | ------- |
| 2012        | Роб                                      | дівчина                         | Епізод: «The Baby Bug»                    | [ 17 ]  |
| 2012        | CSI: Місце злочину. Нью-Йорк             | Еймі Мур                        | Епізод: «Невисловлене»                    | [ 18 ]  |
| 2014        | Граблі                                   | Зої Леон                        |                                           | [ 104 ] |
| 2014—2019   | Незаймана Джейн                          | Юна Джейн Вільянуева (12 років) |                                           | [ 105 ] |
| 2015        | Річі Річ                                 | Дарсі                           | Головна роль                              | [ 106 ] |
| 2016—2018   | Застряг посередині                       | Гарлі Діас                      | Головна роль                              | [ 7 ]   |
| 2016—2020   | Елена із Авалору                         | Принцеса Ізабель                | Головна роль (голос)                      | [ 107 ] |
| 2016        | Софія Прекрасна: Елен і Таємниця Авалора | Принцеса Ізабель                | Голос                                     | [ 108 ] |
| 2018        | Трубкочуд                                | Іззі                            | Епізод: «The BFF (Before Frankie Friend)» | [ 109 ] |
| 2019 — нині | Зелень великого міста                    | Габріелла Еспіноза              | Голос, 3 епізоди                          | [ 104 ] |
| 2019        | Ти                                       | Еллі Алвес                      | Головна роль                              | [ 32 ]  |
| 2020        | Домашнє кіно: Принцеса-наречена          | Принцеса Лютик                  | Епізод: «Вогняне болото»                  | [ 110 ] |
| 2020—2022   | Світ Юрського періоду: Крейдовий табір   | Бруклін                         | Головна роль (голос)                      | [ 44 ]  |
| 2022— нині  | Венздей                                  | Венздей Аддамс, Гудді Адамс     | Головна роль                              | [ 62 ]  |
| 2023        | Суботнього вечора в прямому ефірі        | Сама себе                       | Епізод: «Дженна Ортега / The 1975»        | [ 111 ] |

## Нагороди та номінації
| Нагорода                       | Рік  | Категорія                                             | Робота  | Результат |
| ------------------------------ | ---- | ----------------------------------------------------- | ------- | --------- |
| Золотий глобус                 | 2023 | Найкраща жіноча роль телесеріалу — комедія або мюзикл | Венздей | Номінація |
| Премія Гільдії кіноакторів США | 2023 | Найкращу жіноча роль комедійного серіалу              | Венздей | Номінація |
| Critics' Choice Super Awards   | 2023 | Найкраща акторка в горор-серіалі                      | Венздей | Перемога  |
| MTV Movie Awards               | 2022 | Найкращий переляк                                     | Крик    | Перемога  |
| MTV Movie Awards               | 2023 | Найкраще виконання в телешоу                          | Венздей | Перемога  |